# Скот Джоплин
Скот Джоплин (на английски: Scott Joplin) е композитор и пианист от афроамерикански произход. Прославя се със своите рагтайм композиции, и по-късно получава прозвището Краля на рагтайма. По време на кратката си кариера написва 44 оригинални рагтайм композиции, най-известната от които е „The Entertainer“. Автор е и на един балет за рагтайм и две опери. Едно от първите му произведения, The Maple Leaf Rag, се превръща в първия и най-влиятелен хит на рагтайма, и е признат за първообраз на рага. Той се смята за най-големия автор на рагтайм произведения, но получава признание едва след смъртта си. Приживе музиката му се възприема от афроамериканската общност като „твърде бяла“, а от белите – напротив, като „твърде черна“, което не отговаря на класическите канони. Интересът към творчеството на Джоплин се възражда през 70-те години на XX век.
През 1895 г. той участва в Международното изложение в Чикаго, където се среща с много музиканти. Първите опити в писането са от тази година. Осъзнавайки, че музикалното му образование не е достатъчно, през 1898 г. той се записва в Music College Смит в Sedalia. Свири вечер в „Maple Leaf Club“, композира един от най-известните си рагтайми – „Maple Leaf Rag“. Тази творба наистина е хит в онези години, а по-късно се превръща в част от златната съкровищница на джаза.

## Смърт
Към 1916 г. Джоплин вече е в хроничен стадий на сифилис, а се появяват и признаци на слабоумие . През януари 1917 година е приет в психиатрична клиника в Манхатан. Композиторът умира на 1 април 1917 г. в резултат на сифилитична енцефалопатия – деменция. Погребан е в гробище за бедняци, където гробът му остава необозначен в течение на 57 години. Едва през 1974 г. в гробището „Св. Майкъл“ в Източен Елмхърст е поставен надгробен камък, носещ името на Скот Джоплин.